# Carl Severing
Carl Severing (Herford, 1º giugno 1875 – Bielefeld, 23 luglio 1952) è stato un politico tedesco.

## Biografia
Nato in Vestfalia, fu ministro degli interni della Prussia dal 1920 al 1926, quindi ministro degli interni del Reich dal 1928 al 1930 e da ultimo nuovamente ministro degli interni della Prussia dal 1930 al 1932. Dopo il colpo di Stato in Prussia del 20 luglio 1932, ad opera di Franz von Papen, Severing fu destituito dalla carica di ministro e nel 1933, quando giunsero al potere i nazisti, fu arrestato.
Nel dopoguerra diventò presidente del Partito Socialdemocratico in Vestfalia.